# 雷·阿姆斯特德
雷·阿姆斯特德（英語：Ray Armstead，1960年5月27日—），美国男子田径运动员，主攻短跑。他曾代表美国参加1984年夏季奥林匹克运动会田径比赛，获得男子4×400米接力金牌。